# Malou Prytz
Malou Prytz (Ryd, 6 maart 2003) is een Zweeds zangeres. Ze deed meermaals mee aan het Zweedse liedjesfestijn Melodifestivalen.

## Biografie
Prytz werd geboren in het dorp Ryd in de Zweedse gemeente Tingsryd. Op vijftienjarige leeftijd nam ze deel aan Melodifestivalen 2019, dat preselectie diende voor de Zweedse deelname aan het Eurovisiesongfestival 2019. Met het nummer I Do Me wist ze de finale te behalen, waarin ze op de twaalfde plaats eindigde. In juni 2019 bracht Prytz haar eerste ep, getiteld Enter uit.
In 2020 nam Prytz opnieuw deel aan Melodifestivalen 2020 met het nummer Ballerina. Ze ging door naar de Second Chance ronde waarin ze werd uitgeschakeld in een duel met Paul Rey met het nummer Talking in my sleep. In oktober van hetzelfde jaar bracht Prytz de single Tik Tok uit, waarvan het uitbrengen was uitgesteld door de coronapandemie. Prytz bracht in mei 2021 het door haarzelf geschreven nummer Echo uit. Met het nummer Bananas waagde ze een nieuwe poging op Melodifestivalen 2022, maar op deze editie wist ze eveneens niet door te stoten naar de finale. Op 26 november 2024 werd Prytz aangekondigd als een van de artiesten van Melodifestivalen 2025. Ze trad hier in de derde show aan met het nummer 24K Gold. Prytz eindigde op de vierde plaats, waardoor ze zich opnieuw niet wist te plaatsen voor de volgende ronde.

## Discografie

### Ep's
- 2019: Enter

### Singles
- 2019: I do me
- 2019: Left & right
- 2019: All Good (met Millé)
- 2019: If it ain't love
- 2020: Ballerina
- 2020: Do (met Millé en Glockenbach)
- 2020: Tik Tok
- 2021: "Echo
- 2021: Wishlist
- 2022: Bananas